# Vinovia
Vinovia ou Vinovium foi um forte e assentamento romano localizado a 1.6 km a norte da cidade de Bishop Auckland, na beira do Rio Wear, em County Durham, Inglaterra.

## História
Ainda não se sabe muito sobre o assentamento pré-romano na área imediata. O forte foi provavelmente estabelecido em torno de 79 a.C. para guardar a travessia do Rio Wear pela Dere Street, a principal estrada romana entre York, Muro de Adriano e Escócia, e também o forte via principalis. Sentado no topo de uma colina a 15 metros acima do Wear, Binchester foi o maior forte romano do Condado de Durham.
A terra foi desmatada de árvores e mato e um enorme enchimento de nivelamento colocado no planalto antes da construção do forte começou. Arqueólogos encontraram quatro moedas de Vespasiano que parecem corroborar que o edifício inicial estava relacionado com a marcha de Agricola para o norte no território dos Brigantes.
Não está totalmente claro qual unidade de guarnição teria chamado Binchester de lar. O cuneus Frisorum Vinoviensium e o catafractariorum equites foram mencionados nas inscrições do local. As unidades de cavalaria do ala Vettonum, uma coorte de soldados frísias, e parte da Sexta Legião também poderiam ter ficado aqui em algum momento de sua história.